# Верх-Нейвинский пруд
Верх-Не́йвинский пруд (Верх-Нейвинское водохранилище) — искусственно созданный водоём на реке Нейве, в районе посёлка Верх-Нейвинского Свердловской области России. Площадь — 13 км². Высота над уровнем моря — 263 м.
Верх-Нейвинский пруд создан при строительстве Верх-Нейвинского завода в 1762 году. Образует единую водную гладь с соседним озером Таватуй, с которым пруд соединён протокой.

## География
Верх-Нейвинский пруд расположен в юго-западной части Свердловской области, в верховьях реки Нейвы, в районе посёлка Верх-Нейвинского, который находится на северном и северо-западном берегах водоёма. Верхнейвинцы также используют наименование Большой пруд с целью отличить собственно Верх-Нейвинский пруд от Малого пруда, который расположен в одном километре ниже по течению реки. К западу от пруда расположен соседний город Новоуральск.
Верх-Нейвинский пруд вытянут с севера на юг. Представляет собой водохранилище озёрно-руслового типа. Осуществляет многолетнее регулирование стока. Используется для питьевого и промышленного водоснабжения. Площадь водосбора без озера Таватуй составляет 168 км². 78 % водосборной площади занято лесом, 15 % приходится на озёрность, 3 % — на заболоченность. Пруд питается стоком мелких рек длиной не более 10 км. Среднемесячный расход реки ниже Верх-Нейвинского пруда составляет 0,84 м³/с. Модуль поверхностного стока равен 4,4 л/с/км².

### Береговая линия
Береговая линия неровная, образует множество впадин, заливов и мысов. На северо-западном берегу пруда расположены объекты транспортного и промышленного назначения: железнодорожная станция Верх-Нейвинск, подъездные пути и промплощадка филиала «Производство сплавов цветных металлов» АО «Уралэлектромедь», а также насосная станция. По юго-восточной границе Верх-Нейвинского завода расположена плотина пруда: здесь из него вытекает река Нейва. В северо-западном углу пруда в него впадает река Бунарка. Чуть южнее Бунарки, в районе станции Верх-Нейвинск, в Верх-Нейвинский пруд впадает река Акулинка.
К востоку от предприятия «ПСЦМ» и плотины начинается жилая застройка посёлка. К пруду есть выход с центральной площади населённого пункта. В акваторию пруда глубоко вдаётся южная часть Верх-Нейвинска, образуя в этих местах полуостров. Окончание данного полуострова — Слюдяной мыс — и Чёрный мыс противоположного берега пруда отделяют таким образом котловину в северо-западной части водоёма от остальной акватории. По берегам полуострова расположены несколько улиц посёлка: Рабочей молодёжи, Таватуйская, Пушкина, Просвещения, Некрасова и др. В западной части Слюдяного мыса расположена скала Крутяк.
В северо-восточной части также расположена малоэтажная жилая застройка посёлка и образуется небольшой залив. В пруд здесь впадает небольшой ручей Кедровка. К юго-востоку от посёлка берег пруда заболочен — здесь расположены болото Алексеевская пойма, болото Отца Павла и устья рек Первой и Второй.
Восточный берег, вытянутый на 7-8 километров на юг, занят лесами, за которыми расположена цепь гор Верх-Исетского горного массива: Каменный Остров, Семибратская, Берёзовая и др. Юго-восточная часть пруда заболочена: здесь расположены Малое Дикое и Большое Дикое болота, устья рек Третьей и Берёзовки, а также протока, соединяющая Верх-Нейвинский пруд с озером Таватуй. На южном берегу расположен Коровий мыс, а на юго-западе находится устье реки Нейвы, которая в этом месте ещё только впадает в пруд. В устье образуется залив Нейвица.
Западный берег пруда занят лесами и зоной отдыха и рекреации. Здесь расположены несколько пляжей, Дом рыбака, а также санатории «Зелёный Мыс» и «Весна». На западном берегу в пруд впадает река Мурзинка, в устье которой расположен залив Верёвкин Угол. К северу от залива ранее была одноимённая база отдыха — сейчас там вырублен лес и строится коттеджный посёлок. Севернее данных объектов расположена водозаборная насосная станция. В этом районе в пруд вдаётся Чёрный мыс, где ранее добывался тальк и сохранились добывающие карьеры.
Чёрный мыс отделяет от бо́льшей части акватории Верх-Нейвинского пруда расположенный к западу от мыса залив Зимник, в который впадет река Чёрная. Через залив с западного берега на Чёрный мыс ведёт пешеходный мост. На западном и северо-западном берегах пруда проходит железнодорожная ветка Нижний Тагил — Екатеринбург. За железной дорогой в нескольких метрах расположена граница (городской периметр) закрытого города Новоуральска. Южнее станции Верх-Нейвинск, к востоку от железной дороги расположены несколько яхтклубов, пляж и водная станция.

### Острова
На Верх-Нейвинском пруду есть несколько островов.
- Ельничный — самый большой остров пруда, расположенный в южной его части. Площадь — 0,6 км². Остров вытянут на 1,45 км с юго-запада на северо-восток. Ширина — 0,5—0,6 км. На острове выделяются 2 вершины — 18 и 24 м над уровнем пруда, где имеются скальные выходы, представленные серым гранитом. Название острова связано с елями, которые произрастали здесь до затопления пруда. В настоящее время на острове растут исключительно берёзы[9].

- Присталой (Шапка) — второй по площади остров, расположенный в 0,2 км от центральной части восточного берега пруда. Имеет форму овала 0,5 км × 0,2 км, вытянутого с запада на восток. В 1950-х годах на острове располагался центр управления стрельбой зенитных комплексов, прикрывающих расположенный вблизи комбинат № 813 от возможных воздушных налётов. Сюда от Каменных островов, расположенных в 3 км севернее, по дну пруда был проложен кабель, по которому приходил сигнал от находящейся на них радиолокационной станции[9].

- Каменные, или Каменный остров, — архипелаг из трёх островов, вытянувшихся цепочкой с юго-запад на северо-восток на 190 м. Самый маленький остров размером 15×5 м находится на юго-западе архипелага. Он отделён 10-метровой отмелью от главного (среднего) острова размерами 90×25 м, площадью 0,0015 км². В 30 м к востоку расположен третий остров — 25×50 м. Вблизи Каменных островов, у восточного берега пруда, расположен остров длиной 150 м. Так как он расположен в южной части Чёртова урочища, верхнейвинцы именуют его островом Чёртово. В 1950-е года на островах располагалась радиолокационная станция, от которой по дну пруда был проложен кабель на Присталой остров. Установка локатора на Каменных была очень удачной, так как потенциального противника в те годы ждали с южного направления, а Верх-Нейвинский пруд продолжается далеко на юг, что позволяло максимально далеко отсюда засечь летящий объект. На западном острове сохранились следы от бывшего военного объекта в виде ямы диаметром 6 м[9].

- Змеиный — остров, расположенный в юго-восточной части пруда, к северо-востоку от Ельничного острова.

- Козий — маленький остров в северо-западной части водоёма, рядом с общественным пляжем на Таватуйской улице. Диаметр острова не превышает 10 м.

Также на Верх-Нейвинском пруду расположено множество других малых островов: Берёзка, Кедровый и т. д.

## История
В 1759 году демидовский приказчик Григорий Махотин предложил место для строительства плотины и завода в верховьях реки Нейвы, между Сухой, Минихиной и Трубной горами. По Указу Его Императорского Величества Петра III Берг-коллегии «дворянину Прокофию Демидову в Сибирской губернии на Нейве-реке у Присталого мысу железовододействуемый завод было дозволено построить». Дата подписания Указа — 3 апреля 1762 года — считается днём основания Верх-Нейвинского завода. Строительство плотины продолжалось до 1764 года. Кроме того, понадобилось 12 лет, чтобы река Нейва заполнила межгорную котловину и Верх-Нейвинский пруд принял свою форму.

## Охранный статус
Верх-Нейвинский пруд вместе с озером Таватуй образуют ландшафтный заказник «Озеро Таватуй и Верх-Нейвинское водохранилище с окружающими лесами» общей площадью 15,276 км².

## Данные водного реестра
По данным государственного водного реестра России, Верх-Нейвинский пруд относится к Иртышскому бассейновому округу, речному бассейну Иртыша, речному подбассейну Тобола. Водохозяйственный участок — Нейва от истока до Невьянского гидроузла.
Код объекта в государственном водном реестре — 14010501621411200010806.